# Contea di Stutsman
La contea di Stutsman in inglese Stutsman County è una contea dello Stato del Dakota del Nord, negli Stati Uniti. La popolazione al censimento del 2000 era di 21 908 abitanti. Il capoluogo di contea è Jamestown.